# Bugtracker
Bugtracker – program służący do rejestrowania i zarządzania informacjami o błędach napotkanych w oprogramowaniu. Głównym zadaniem takiego oprogramowania jest:
- zebranie w jednym miejscu informacji o wszelkich błędach i problemach z oprogramowaniem,
- umożliwienie zarządzania procesem ich rozwiązywania,
- przechowywanie informacji historycznych o przebiegu procesu naprawczego,
- zarządzanie podziałem pracy i odpowiedzialności w zespole projektowym.

Jednocześnie jest ono narzędziem komunikacyjnym pomiędzy zespołem odpowiedzialnym za rozwój/utrzymanie danego oprogramowania i jego użytkownikami.
Bugtrackery są używane w społecznościach skupionych wokół projektów związanych z tworzeniem oprogramowania open source.
Głównym elementem bugtrackera jest baza danych, która przechowuje informacje o błędach/problemach. Może zawierać dane takie jak: 
- datę zgłoszenia problemu,
- dane o wersji lub wersjach oprogramowania, w których występuje błąd,
- informacje o zgłaszającym,
- priorytet określający rangę problemu,
- opis objawów problemu/błędu wraz z opisem czynności/warunków niezbędnych do jego wystąpienia,
- status prac nad rozwiązaniem,
- wskazanie osoby aktualnie przypisanej do pracy nad problemem.

Niektóre z bugtrackerów bazują na oprogramowaniu typu wiki lub są z takim oprogramowaniem w różnym stopniu zintegrowane.
Najpopularniejsze narzędzia tego typu to:
- pracujące w architekturze klient-serwer:
  - BONTQ
  - GNATS(inne języki)
  - Debbugs(inne języki)
  - Bugzilla
  - Mantis
  - BugTracker.NET
  - Flyspray
  - Trac(inne języki)
  - Redmine
  - FogBugz(inne języki)
  - JIRA
- pracujące w architekturze rozproszonej:
  - Fossil(inne języki)
- udostępniane jako aplikacja hostowana:
  - Assembla(inne języki)
  - Bitbucket
  - CodePlex
  - DisTract
  - GitHub
  - GNU Savannah
  - Google Code
  - Launchpad
  - SourceForge